# 48472 Mössbauer
48472 Mössbauer è un asteroide della fascia principale. Scoperto nel 1991, presenta un'orbita caratterizzata da un semiasse maggiore pari a 2,3242501 UA e da un'eccentricità di 0,0619918, inclinata di 5,25958° rispetto all'eclittica.